# Kintpuash
Kintpuash (Strikes the Water Brashly), mer känd som Captain Jack, född omkring 1837, död 3 oktober 1873, var en hövding från Modoc-stammen, känd för sitt motståndskrig mot den amerikanska armén 1872-1873.

## Biografi

### Ursprung och konflikter
Kintpuash (även stavat Kientpaush, Kientpoos) föddes ca 1837 i Wa'Chamshwash, en by belägen i området kring Lost River och Tule Lake i Kalifornien, nära gränsen mot Oregon, inte långt ifrån de heliga platserna vid Mount Shasta och Crater Lake, centralpunkt i Crater Lake nationalpark.
Under 1860-talet och det tidiga 1870-talet var han hövding över en av Modoc-stammarna som levde i området. I början av 1860-talet uppstod motsättningar mellan Modoc och vita bosättare som ville komma åt de eftertraktade markerna. För att hantera situationen skrev Kintpuash och andra hövdingar 1864 på Klamath-fördraget, ett fördrag mellan USA och stammarna Modoc, Klamath och Yahooskin Palute. Stammarna gav upp sina traditionella marker mot att de fick ett fredat område, Klamath-reservatet i sydvästra Oregon, med en yta motsvarande mindre än 2 miljoner engelska tunnland, endast omkring 10% av deras ursprungliga områden.
Klamath-stammen levde redan i detta område och såg Modoc-stammen som inkräktare. Efter att ha behandlats illa av den större Klamath-stammen ledde Kintpuash 1865 sitt folk tillbaka till Kalifornien. 1869 fördes dock Modoc-stammen tillbaka till Klamath-reservatet av den amerikanska armén, men 1870 ledde Kintpuash återigen sitt folk tillbaka till Kalifornien. Tillbaka i sina hemtrakter levde Kintpuash nära sina vita grannar, hyrde ut sin mark till dem och var både välkänd och välkommen i staden Yreka. Vissa bosättare ville emellertid åt hans mark och agiterade för hans bortförande.

### Modoc-kriget, 1872–1873
Kintpuash blev nationellt känd under Modoc-kriget 1872-1873, där han ledde en Modoc-koalition i ett motståndskrig mot amerikanska arméstyrkor och lokal milis. I början av vintern 1872, efter en kort strid mot den amerikanska armén som ville tvinga Kintpuash tillbaka till Klamath-reservatet, flydde han med sitt folk till en traditionell fristad för stammen - lavabäddarna söder om Tule Lake, cirka 45 mil söder om Klamath Falls i Kalifornien. Kintpuash hade kanske 150 anhängare och bara 53 krigare när han sedan kämpade och höll stånd i flera månader mot den mycket större arméns angrepp.
Efter att armén misslyckats med att besegra Kintpuash utsåg Columbus Delano, Commissioner of Indian Affairs, ett antal förhandlare eller fredskommissionärer, för att möta Modoc-koalitionen.  Först hoppades Kintpuash på en fredlig lösning som skulle göra det möjligt för hans folk att stanna kvar i sina hemtrakter. Under förhandlingarna började dock Modoc-koalitionen att splittras när vissa förespråkade våld. I ett försök att hantera den bräckliga koalitionen av Modoc-stammar anslöt sig Kintpuash till deras plan.
I början av april 1873 kallade Kintpuash till ett möte med fredskommissionärerna med avsikt att döda dem. Under mötet, den 11 april, attackerade han och flera av hans män kommissionärerna, sårade två och dödade pastor Eleazar Thomas och generalmajor Edward Richard Canby. Som en följd av detta blev Kintpuash och hans krigare den 15 april angripna av en styrka bestående av över tusen soldater, ledda av överste Jefferson C. Davis. Modoc-koalitionen besegrades och skingrades.

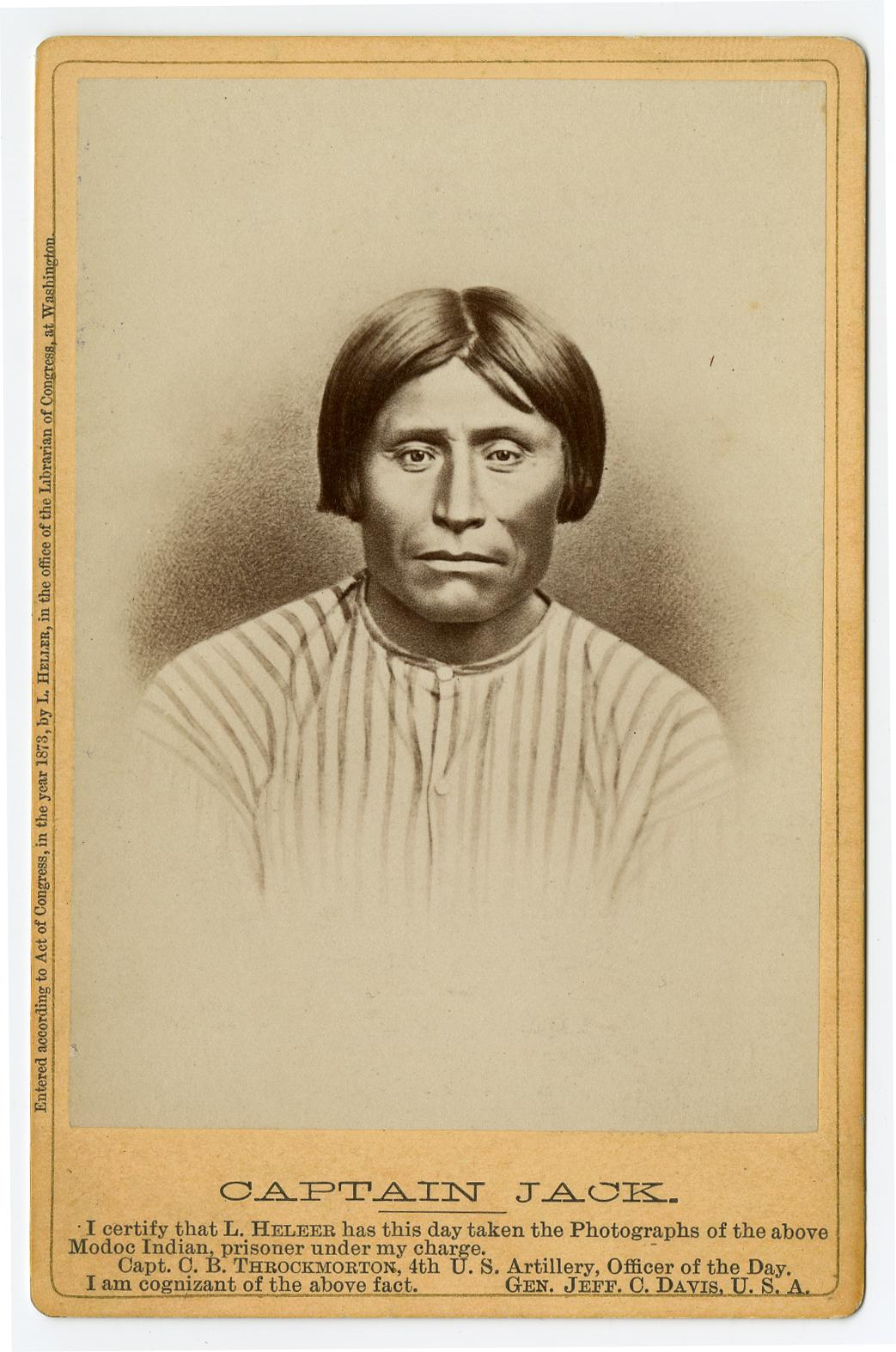
Kintpuash, fotograferad i fångenskap 1873 av Louis Herman Heller.

### Tillfångatagande och avrättning
Kintpuash lyckades dock fly och undgick att bli tillfångatagen i flera veckor. Armén fick dock hjälp av en grupp Modoc-krigare, som den 22 maj 1873 förklarade sig redo att förråda Kintpuash för att rädda sina egna liv. Denna grupp, ibland känd som "Hot Creek Band of Modoc Indians", leddes av Hooker Jim. En dryg vecka senare, den 1 juni, infångades Kintpuash i Langell Valley, Oregon, öster om lavabäddarna. Den 3 oktober 1873 hängdes han vid Fort Klamath, tillsammans med tre andra Modoc-ledare - John Schonchin, Black Jim och Boston Charley - för mordet på Eleazar Thomas och Edward Richard Canby.

## Eftermäle

### Kvarlevor
Efter avrättningen transporterades Kintpuashs kropp med godståg till Yreka. Det är inte klart vad som sedan hände med kroppen, men det fanns rapporter om att den balsamerades för att användas som karnevalsattraktion. Det är däremot helt klart att hans huvud höggs av och skickades för studium till Army Medical Museum i Washington, D.C.
Skallen överfördes 1898 till Smithsonian Institution, där den förblev fram till 1970-talet, då Kintpuashs ättlingar fick veta var den fanns. Under kontroversiella omständigheter repatrierades (återfördes) sedan skallen till Klamath-stammarna på 1980-talet, tillsammans med skallarna från John Schonchin, Black Jim, Boston Charley och en okänd kvinna vars kvarlevor samlats in från slaget vid lavabäddarna.

### Minnesmärken
- Fort Klamath Museum. Inhägnad i närheten av museet i Oregon med gravstenar till minne av Kintpuash, John Schonchin, Black Jim och Boston Charley.[6]
- Captain Jack's Stronghold. Området vid lavabäddarna söder om Tule Lake, där Modoc-krigarna upprättade sitt försvar under Modoc-kriget 1872-1873,  en del av "Lava Beds National Monument", grundat 1923.[b]
- Captain Jack Substation. En elektrisk transformatorstation i Klamath Falls, Oregon, som namngavs för att hedra Kintpuash. Den ligger i närheten av Captain Jack´s Stronghold och utgör den norra änden av högspänningsledningen Path 66.[b]

## Sverige

1874.02.0001. Ridpiska flätad av buffelhud, ur Etnografiska museets samlingar.

Etnografiska museet i Stockholm har i sina samlingar en ridpiska flätad av buffelhud som en gång tillhört Kintpuash.
August Berggren (1827–1887), konsul på Svenska Konsulatet i San Francisco 1874-1885, hade sedan i början av 1850-talet vistats i Kalifornien och Oregon och under de första åren bedrivit en omfattande byteshandel med urfolken vid Stilla Havskusten, i synnerhet med den ryktbara Modoc-stammen. Han kom att bli vän med Kintpuash och när han gav sig av till San Francisco för att arbeta som bankir bad han Kintpuash om ett minne och hövdingen gav honom då sin egen ridpiska, som han själv flätat och burit alltsedan han blev hövding.
1874 kom ridpiskan till Sverige, troligtvis först till Kungliga Vetenskapsakademien, överlämnad av Berggren genom publicisten Hugo Nisbeth (1837-1887), och så småningom kom den att hamna på Naturhistoriska Riksmuseets Etnografiska avdelning på Wallingatan (nuvarande Etnografiska museet).